# Hutto Peak
Hutto Peak är en bergstopp i Antarktis. Den ligger i Västantarktis. Chile gör anspråk på området. Toppen på Hutto Peak är 1 620 meter över havet, eller 98 meter över den omgivande terrängen. Bredden vid basen är 1,4 km.
Terrängen runt Hutto Peak är kuperad, och sluttar österut. Trakten är obefolkad. Det finns inga samhällen i närheten. 